# Robert Knud Pilger

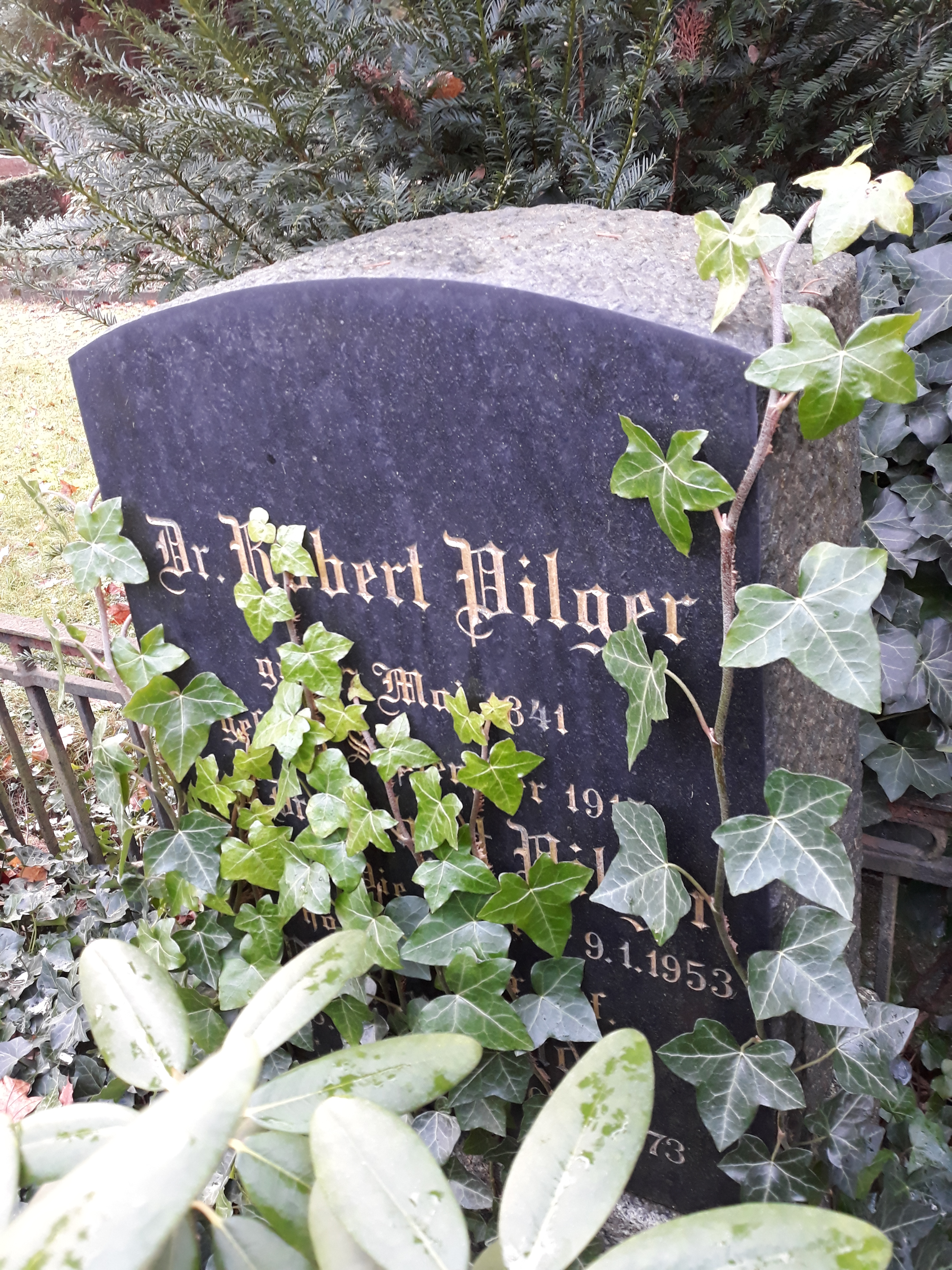
Tomba de Robert Pilger.

Robert Knud Friedrich Pilger (3 de juliol de 1876- 9 de gener de 1953) fou un botànic, i algòleg alemany, que es va especialitzar en l'estudi de les coníferes. Era el fill del farmacéutic Friedrich Wilhelm Robert Pilger (1841–1915). Va ser director del Jardí i museu botànic de Berlín-Dahlem des de 1945 a 1950.

## Publicacions
- «Phylogenie und Systematik der Coniferae». A: Die natürlichen Pflanzenfamilien (en alemany). XIII, 1926.
- «Pinaceae». A: Plantae Haitienses. III. Ark. Bot, 1926, p. 9-10.
- «Die Gattung Juniperus L.». Mitt. Deutsch. Dendrologische Ges., 43, 1931, pàg. 255-269.

## Honors
Botànica
Gèneres
- (Cupressaceae) Pilgerodendron Florin[2]

- (Poaceae) Pilgerochloa Eig[3]

Espècies
- (Amaranthaceae) Iresine pilgeri Suess.[4]

- (Aristolochiaceae) Aristolochia pilgeriana O.C.Schmidt[5]

- (Asteraceae) Koyamacalia pilgeriana (Diels) H.Rob. & Brettell[6]

- (Begoniaceae) Begonia pilgeriana Irmsch.[7]

- (Brassicaceae) Draba × pilgeri O.E.Schulz[8]

- (Caesalpiniaceae) Sclerolobium pilgerianum Harms[9]

- (Costaceae) Costus pilgeri K.Schum.[10]

- (Eriocaulaceae) Eriocaulon pilgeri Ruhland[11]

- (Fabaceae) Astragalus pilgeri J.F.Macbr.[12]

- (Gentianaceae) Gentianella pilgeriana (Gilg) T.N.Ho & S.W.Liu[13]

- (Lycopodiaceae) Urostachys pilgerianus Herter ex Nessel[14]

- (Meliaceae) Cedrela pilgeri C.DC.[15]

- (Myrtaceae) Jambosa pilgeriana K.Schum. & Lauterb.[16]

- (Myrtaceae) Syzygium pilgerianum (Lauterb. & K.Schum.) Merr. & L.M.Perry[17]

- (Ochnaceae) Ouratea pilgeri Tiegh.[18]

- (Orchidaceae) Habenaria pilgeri Schltr.[19]

- (Oxalidaceae) Hypseocharis pilgeri R.Knuth[20]

- (Poaceae) Chusquea pilgeri E.G.Camus[21]

- (Podocarpaceae) Podocarpus pilgeri Foxw.[22]

- (Podostemaceae) Apinagia pilgeri Mildbr.[23]

- (Portulacaceae) Portulaca pilgeri Poelln.[24]

- (Sapindaceae) Chytranthus pilgerianus (Gilg ex Radlk.) Pellegr.[25]

- (Sterculiaceae) Helicteres pilgeri R.E.Fr.[26]